# Gymnocrex
Gymnocrex – rodzaj ptaków z rodziny chruścieli (Rallidae).

## Zasięg występowania
Rodzaj obejmuje gatunki występujące w Australazji (Celebes, Karakelong, Wyspy Togian, Wyspy Banggai, Moluki, Misool, Wyspy Aru, Nowa Gwinea, Karkar i Nowa Irlandia).

## Morfologia
Długość ciała 30–35 cm; masa ciała około 300 g.

## Systematyka

### Etymologia
- Gymnocrex: gr. γυμνος gumnos „goły, nagi”; rodzaj Crex Bechstein, 1803 (derkacz)[5].
- Schizoptila: gr. σχιζω skhizō „podzielić”; πτιλον ptilon „pióro”[6]. Gatunek typowy: Rallina rosenbergii Schlegel, 1866.

### Podział systematyczny
Do rodzaju należą następujące gatunki:
- Gymnocrex rosenbergii (Schlegel, 1866) – derkaczak gołolicy
- Gymnocrex talaudensis F.R. Lambert, 1998 – derkaczak talaudzki
- Gymnocrex plumbeiventris (G.R. Gray, 1862) – derkaczak szarobrzuchy